# MGP Nordic 2007
El III MGP Nordic 2007 se celebró el 24 de noviembre en el Specktrum de Oslo, Noruega.
Los países participantes fueron Noruega, Suecia, Dinamarca y Finlandia, siendo el primer año en que este país participaba del festival. La representación finlandesa corre a cargo de la FST5, la división suecoparlante de la Yle, por lo que las canciones de Finlandia son interpretadas en sueco, uno de los idiomas oficiales de ese país.

## Organización
Cada país envía una canción a una Súperfinal en donde se elige al ganador. Los ganadores son determinados mediante televoto. Cada país posee un total de 10 000 puntos para entregar a los países participantes, los cuales son distribuidos de acuerdo al porcentaje de votos que tenga cada canción elegida. Los países participantes no pueden votarse a sí mismos.

### Final
Cada país escandinavo es representado por dos canciones. La canción que obtenga más votos (una por cada país participante) pasará a la Súperfinal.
| No | País      | Idioma  | Artista(s)        | Canción                   | Traducción               | Resultado   |
| -- | --------- | ------- | ----------------- | ------------------------- | ------------------------ | ----------- |
| 01 | Suecia    | Sueco   | SK8               | Min största första kärlek | Mi primer amor verdadero | Eliminada   |
| 02 | Noruega   | Noruego | Celine            | Bæstevænna                | Mejores amigos           | Clasificada |
| 03 | Finlandia | Sueco   | Linn              | En liten önskan           | Un pequeño deseo         | Clasificada |
| 04 | Dinamarca | Danés   | Mathias           | Party                     | Fiesta                   | Clasificada |
| 05 | Suecia    | Sueco   | Vendela           | Gala Pala Gutchi          |                          | Clasificada |
| 06 | Noruega   | Noruego | Martin & Johannes | Når vi blir berømt        | Cuando seamos famosos    | Eliminada   |
| 07 | Finlandia | Sueco   | Sister Twister    | "Fröken Perfekt"          | Miss Perfect             | Eliminada   |
| 08 | Dinamarca | Danés   | Amalie            | Til solen står op         | Hasta que salga el sol   | Eliminada   |

### Súperfinal
Las canciones clasificadas volvían a la competencia en la cual el público votaba nuevamente. Cada canción recibiría puntos dependiendo del porcentaje de votaciones que había recibido de cada país participante. Noruega ganó el festival con 11.358 puntos, sólo 143 puntos por detrás de Suecia y 476 por detrás de Dinamarca.
| No | País      | Idioma  | Artista(s) | Canción          | Posición | Pts    |
| -- | --------- | ------- | ---------- | ---------------- | -------- | ------ |
| 01 | Noruega   | Noruego | Celine     | Bæstevænna       | 1.o      | 11.358 |
| 02 | Finlandia | Sueco   | Linn       | En liten önskan  | 4.o      | 6.545  |
| 03 | Dinamarca | Danés   | Mathias    | Party            | 3.o      | 10.882 |
| 04 | Suecia    | Sueco   | Vendela    | Gala Pala Gutchi | 2.o      | 11.215 |

- Noruega decidió: 2 de junio de 2007
- Dinamarca decidió: 15 de septiembre de 2007
- Suecia decidió: 5 de octubre de 2007
- Finlandia decidió: 2 de noviembre de 2007

| Predecesor: Estocolmo 2006 | Melodi Grand Prix Nordic 2007 | Sucesor: Århus 2008 |

- Datos: Q2100642